# Ars Aequi (tijdschrift)
Ars Aequi (afgekort tot AA) is een in 1951 voor het eerst verschenen, algemeen juridisch vakblad dat wordt uitgegeven door Stichting Ars Aequi en alle rechtsgebieden beslaat. Het maandblad bevat artikelen geschreven door gerenommeerde auteurs uit wetenschap en praktijk, maar biedt ook ruimte voor bijdragen van student-auteurs. De onderwerpen geven een brede doorsnede van het recht. Actuele en ingewikkelde leerstukken worden besproken, belangrijke arresten geannoteerd door hoogleraren en nieuwe wetgeving besproken door juristen van het ministerie van Justitie. De titel Ars Aequi komt uit de inleiding op de Digesten van de Byzantijnse keizer Justitianus, het is latijn en betekent "de kunst (bedrevenheid) van het billijke". "Ars aequi" was daar aangevuld met "et boni", de Nederlandse vertaling luidt "de kunst om het billijke en het goede te verwezenlijken" waarmee de juiste beoefening van het recht werd bedoeld.
Ars Aequi richt zich op het hoger onderwijs en de beroepspraktijk. Het hoger onderwijs gebruikt Ars Aequi intensief als basis voor colleges, tentamens en scripties. De rechtspraktijk gebruikt Ars Aequi en het driemaandelijkse Kwartaalsignaal, met daarin een overzicht van alle nieuwe wetgeving, vooral als naslagwerk. Op de website www.arsaequi.nl is onder andere het laatste juridische nieuws te lezen en kunnen abonnees het digitale archief raadplegen waar de laatste tien jaargangen vindbaar zijn. Ars Aequi-publicaties zijn met de eigen archiefcodes gemakkelijk te traceren. Deze code bestaat altijd uit AA, jaartal en paginanummer van publicatie, bijvoorbeeld AA20090155.

## Redactie
De redactie van Ars Aequi bestaat uitsluitend uit (aio-)studenten van de Nederlandse rechtenfaculteiten. Ze is onafhankelijk en volledig verantwoordelijk voor de inhoud van het maandblad. Een hoofdredacteur verzorgt de coördinatie en productie van het maandblad.

## Het Zwarte Nummer
In juni 1970 bracht Ars Aequi een nummer uit dat de advocatuur op zijn grondvesten deed schudden, het had een zwart gekleurde omslag en was in gouddruk getiteld "De balie: een leemte in de rechtshulp?". De redactie vroeg zich af of de advocatuur nog wel voldeed aan de eisen van haar tijd. Met name op het gebied van rechtsbijstand aan brede lagen van de bevolking liet de advocatuur destijds flinke steken vallen. Naar aanleiding van dit zogenoemde 'Zwarte Nummer' kwam de laagdrempelige rechtshulp in een stroomversnelling in de vorm van door studenten gedreven rechtswinkels en sociale advocaten. De overheid stelde Bureaus voor Rechtshulp in om gratis juridische eerstelijnshulp te verlenen aan mensen met lage- tot middeninkomens.